# Albert Lindqvist
Fritz Axel Albert Lindqvist, född 26 februari 1888, död 28 mars 1961, var en svensk tennisspelare. Han tävlade i singel och mixad dubbel i OS 1920 och slutade på plats 14 i mixad dubbel och 32:a i singel.
Han fick också totalt 8 SM-guld, varav 3 i singel utomhus. Under åren 1917-1927 var han en av Sveriges främsta utomhusspelare.